# Amphidesmus analis
Amphidesmus analis är en skalbaggsart som först beskrevs av Olivier 1795.  Amphidesmus analis ingår i släktet Amphidesmus och familjen långhorningar. Inga underarter finns listade i Catalogue of Life.